# Renault Kardian
Renault Kardian (укр. Рено Ка́рдіан) — це субкомпактний крос–хетчбек (B-клас), який Renault виробляє з 2023 року.

## Огляд

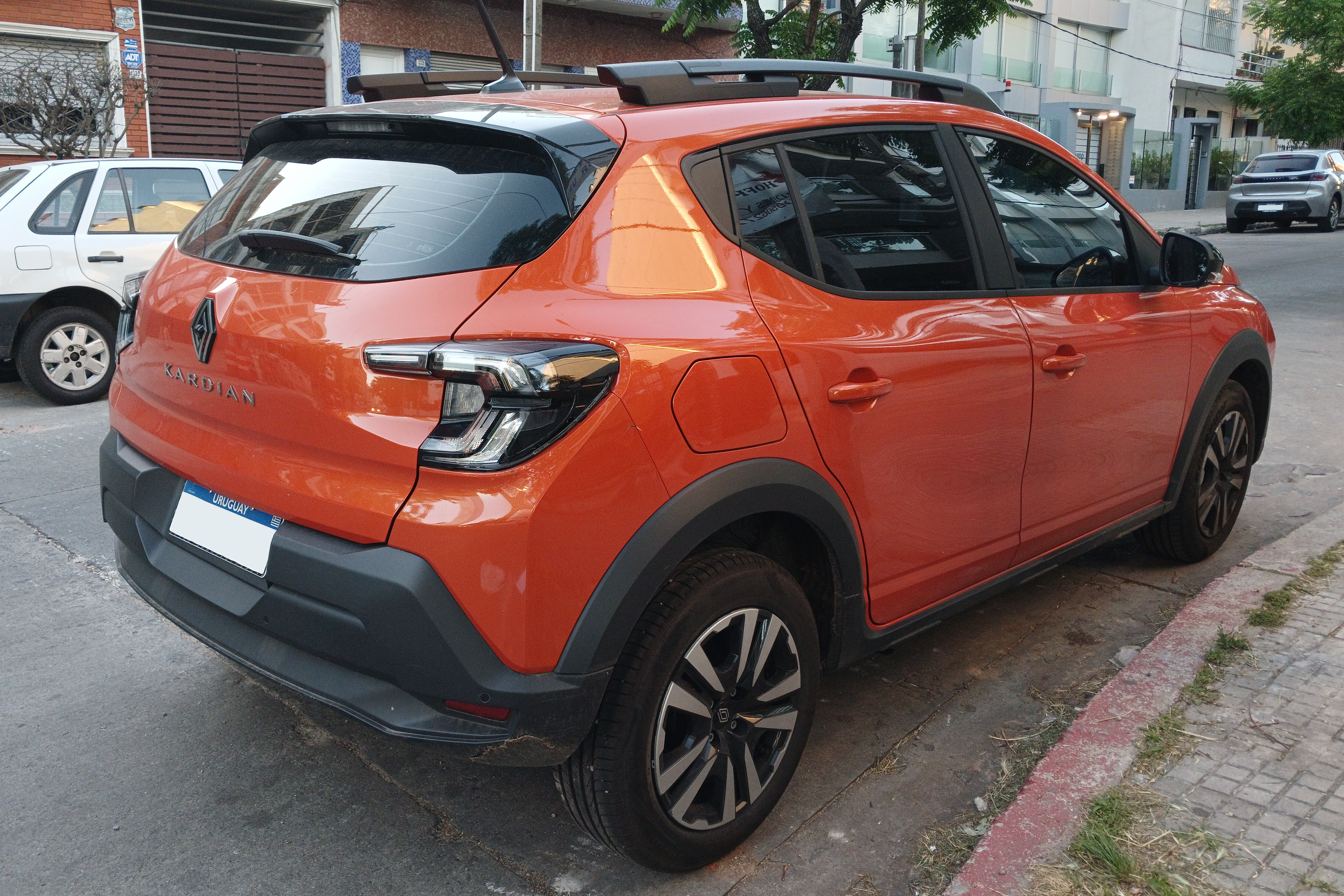
Renault Kardian 1.0 TCe Evolution

Kardian побудований на новій ітерації архітектури CMF під назвою RMP (Renault Modular Platform). Він поділяє деякі деталі з Dacia Sandero Stepway третього покоління, а панель приладів і підвіску — з Renault Taliant.
Він має переваги у вигляді дорожнього просвіту 209 мм.
Kardian почав продаватися в Україні з березня 2025 року.

### Силовий агрегат
Дебютує новий двигун flexfuel потужністю 125 к.с. (93 кВт), еволюція двигуна 1.0 TCe, встановленого на Sandero. Вперше цей двигун може оснащуватися абсолютно новою автоматичною коробкою передач із подвійним зчепленням (кодове ім'я DW23), яка стала доступна в Європі з випуском третього покоління Duster.
У деяких країнах, наприклад у Мексиці, Kardian оснащений 1,6-літровим двигуном потужністю 112  к.с. (84 кВт).

### Дизайн
Під час презентації моделі Жиль Відаль, директор з дизайну, підкреслив, що Kardian став результатом спільної роботи дизайнерських команд Renault у Франції та Бразилії.
На презентації автомобіля в Бразилії представили 3-и комплектації:
- Evolution
- Techno
- Premiere Edition

Пізніше, топову комплектацію Premiere Edition було замінено на:
- Iconic

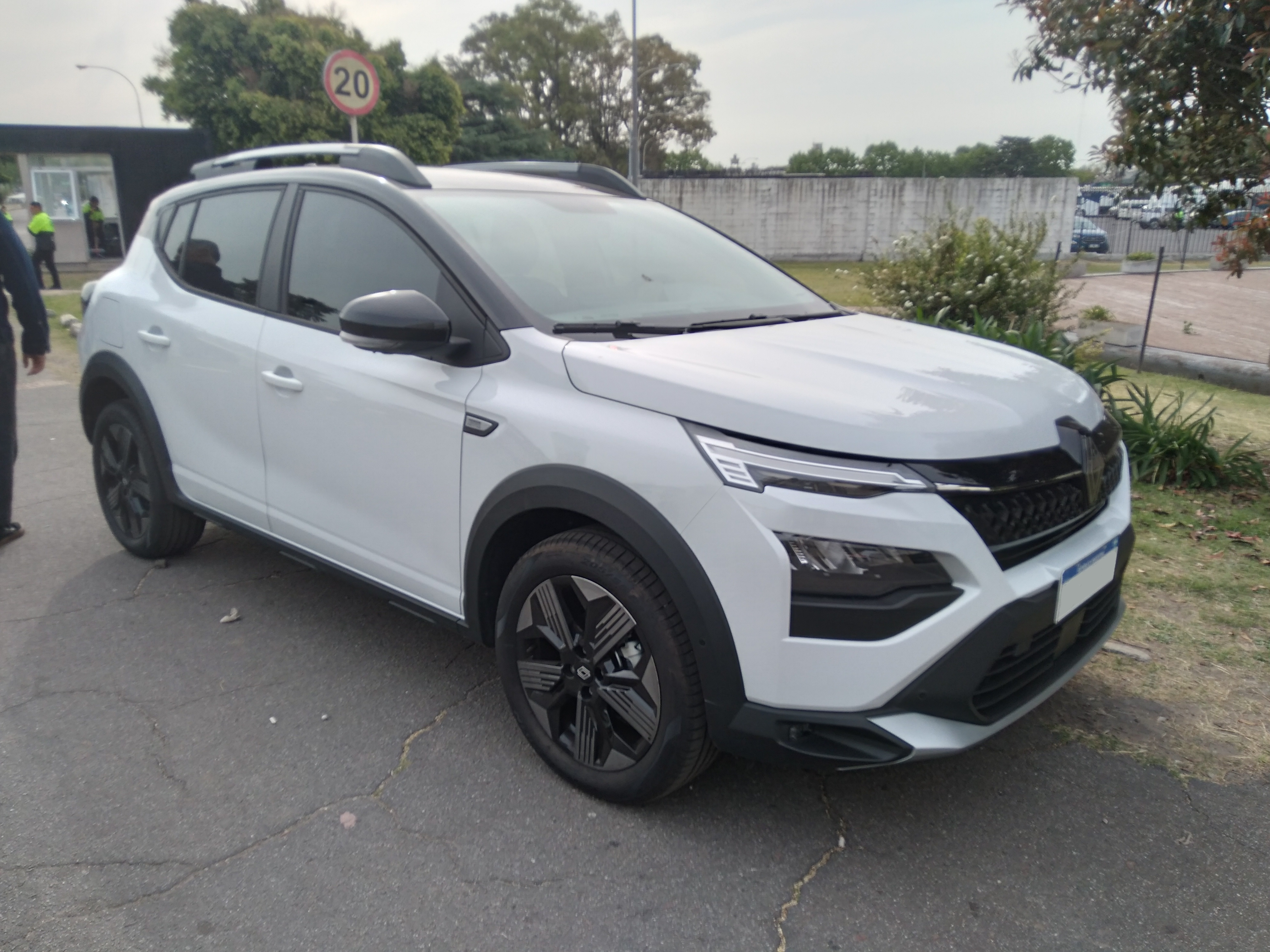
Kardian 1.0 200 EDC Premiere Edition (в півоберту спереду)
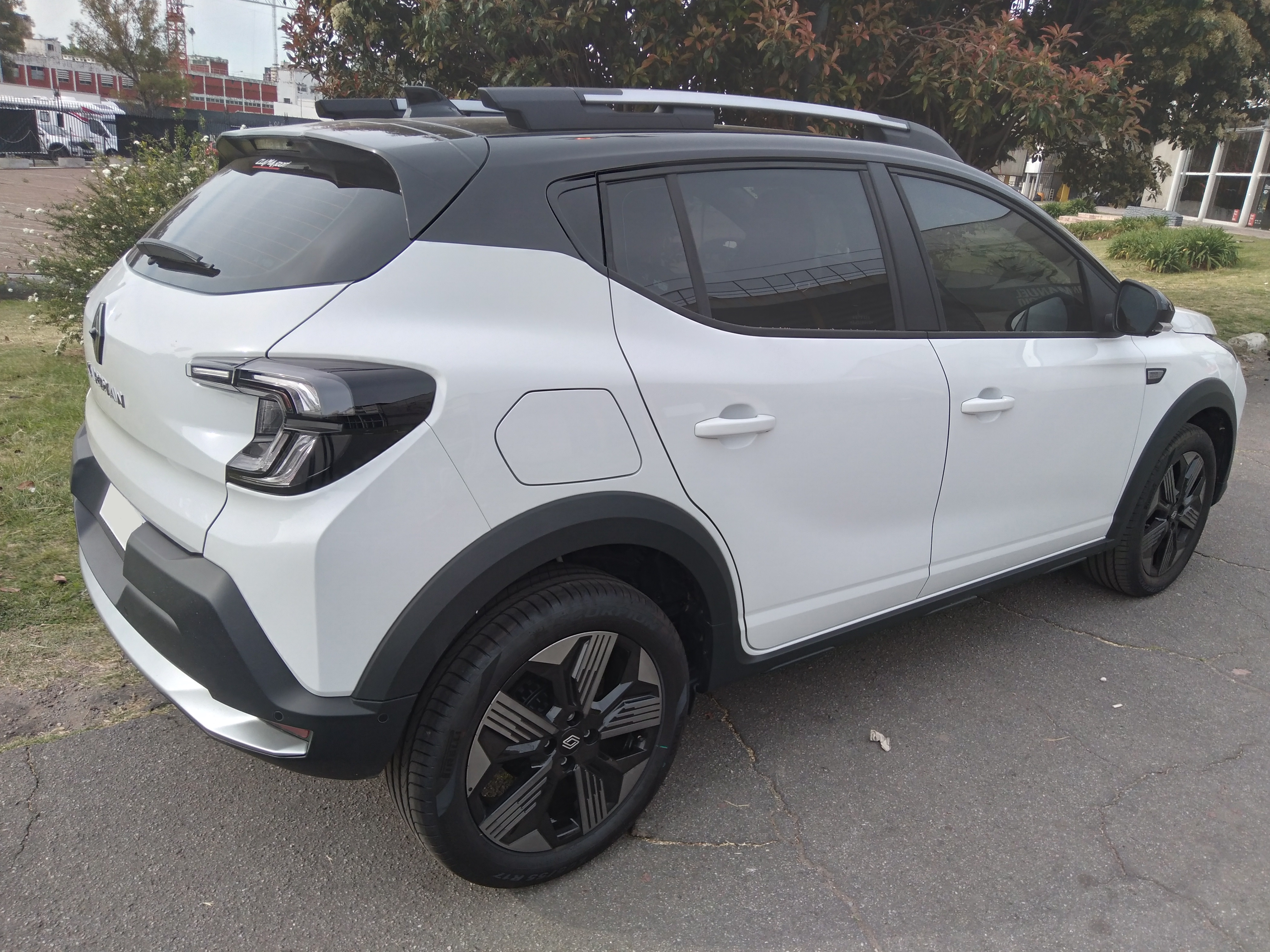
Kardian 1.0 200 EDC Premiere Edition (в півоберту ззаду)
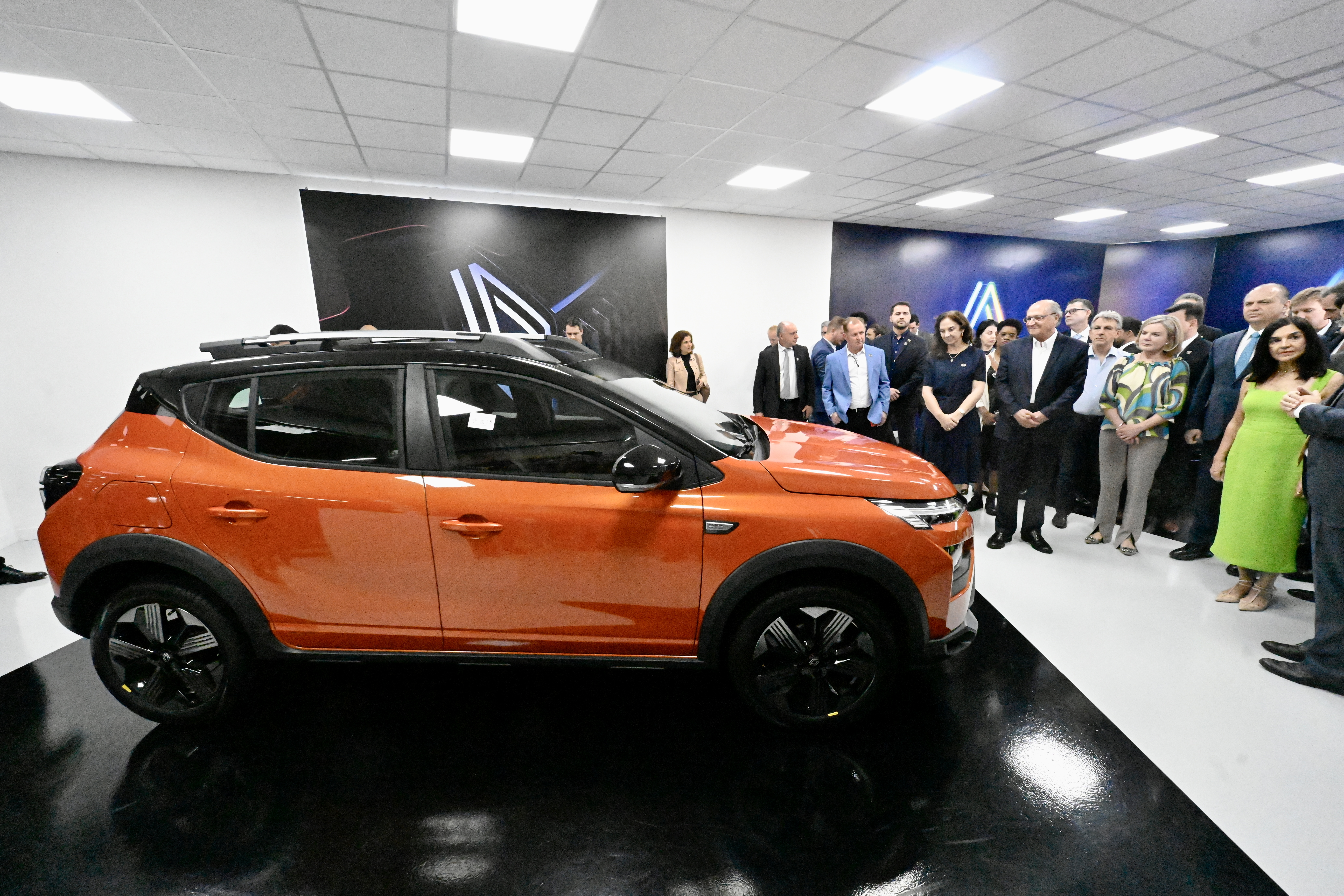
Kardian Premiere Edition
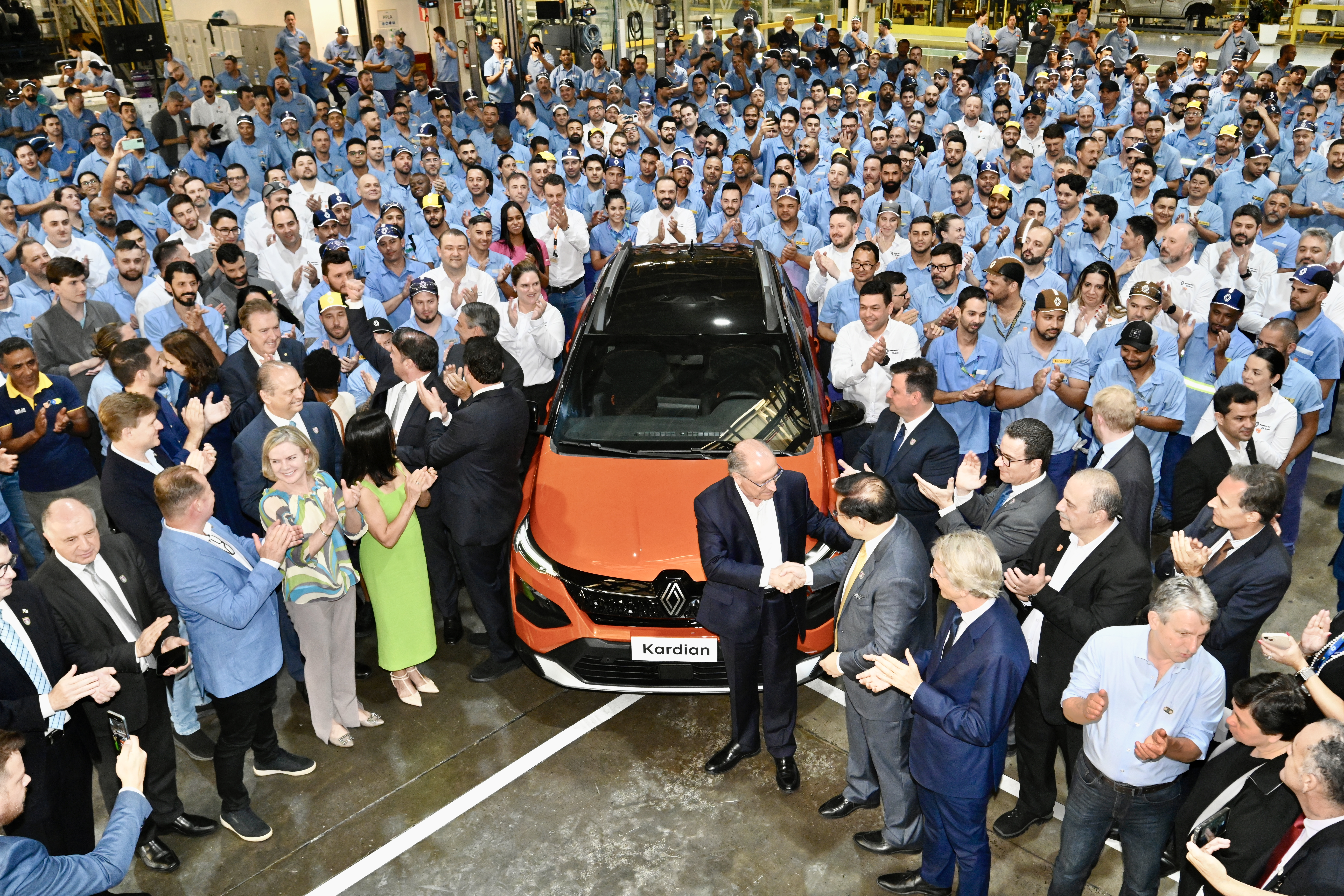
Kardian на фабриці в Сан-Жозе-дус-Піньяйс

## Продажі
| Рік  | Бразилія |
| ---- | -------- |
| 2024 | 24'402   |